# Platyrrhinus matapalensis
Platyrrhinus albericoi is een vleermuis uit het geslacht Platyrrhinus die voorkomt aan de westkant van de Andes in West-Ecuador en Noordwest-Peru, van 54 tot 680 m hoogte. De soort is eerder opgevat als de westelijke populatie van Platyrrhinus helleri, maar is in feite nauwer verwant aan P. brachycephalus. De soort is genoemd naar Matapalo, de plaats in Peru waar de soort het eerst is gevonden.
P. matapalensis is een kleine Platyrrhinus-soort. Op de rug zit een duidelijke, maar smalle rugstreep. De buikvacht is meestal tweekleurig. Op de bovenkant van de voeten zitten dichte en lange haren. De rugvacht is lichtbruin, de buikvacht bruinachtig. De totale lengte bedraagt 56 tot 65 mm, de achtervoetlengte 10 tot 13 mm, het gewicht 16 tot 20 gram, de oorlengte 16 tot 19 mm en de voorarmlengte 37 tot 39 mm.